# Wapenrol

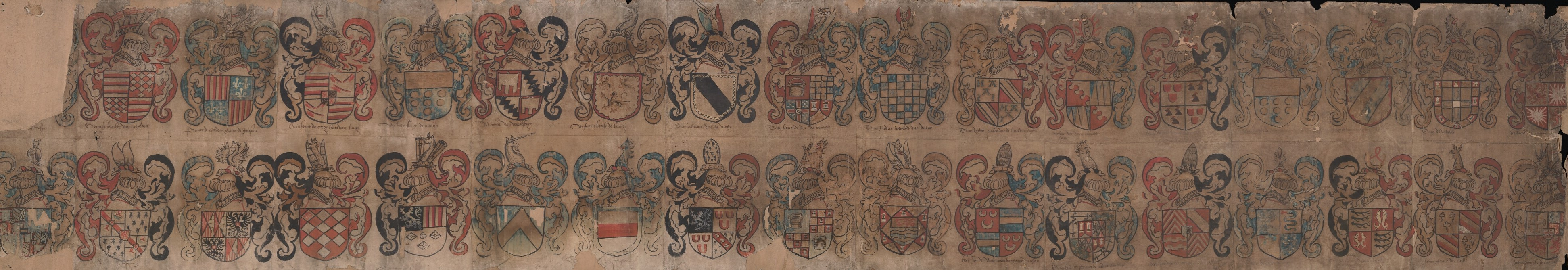
Wapenrol van de ridders van het Gulden Vlies. Gemaakt in de eerste helft van de 16de eeuw.

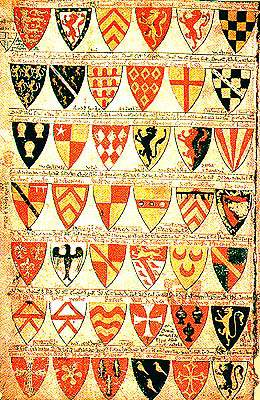
Matthew Paris deel uit wapenrol II uit 1244

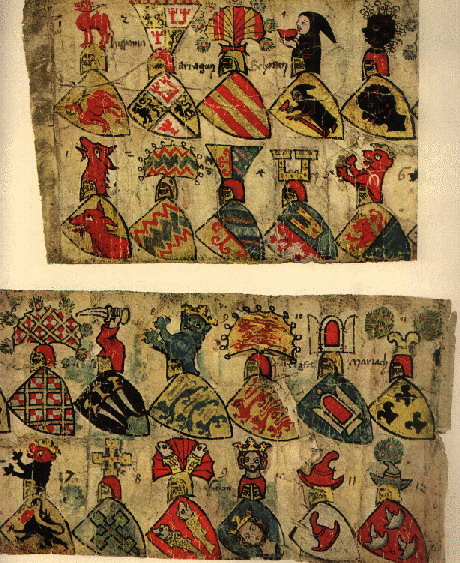
Deel uit de Züricher wapenrol

Een wapenrol (Duits: Wappenrolle) is een bijzondere vorm van armoriaal.

## Toelichting
Een wapenrol doet qua vorm aan de oude papyrusrollen denken. De verschillende in rijen getekende wapens zijn getekend  op aan elkaar genaaide perkamentstroken. Zij lopen evenwijdig aan de lengte van de rol. Men moet deze rollen van links naar rechts oprollen.

## Bekende wapenrollen
- wapenrol van Zürich
- Charles' Roll
- St. George's Roll
- Grimaldi's Roll (1350)
- wapenrol van Dupuy